# Limonium dichotomum
Espèce
Classification phylogénétique
Synonymes
- Statice dichotoma Cav.[1]
- Taxanthema dichotomum (Cav.) Sweet[1]

Limonium dichotomum est une espèce de plante de la famille des Plumbaginaceae et du genre Limonium.

## Description
Limonium dichotomum est une plante vivace, avec des feuilles de 30 à 95 mm de long et de 15 à 30 mm de large. La fleur est de petite taille, de couleur violacée ou bleutée et avec des corolles de 7 à 8 mm et de 1,7 à 2 mm. Les épis mesurent de 10 à 40 mm. Elle est très semblable à Limonium erectum (es) et Limonium toletanum.

## Répartition
Limonium dichotomum est une espèce endémique du centre de la péninsule ibérique, la communauté de Madrid et la Castille-La Manche. Sa présence est fréquente dans les sols salins ou sur les collines de gypse.

## Parasitologie
La fleur a pour parasites Phaiogramma etruscaria, Gymnoscelis rufifasciata, Eupithecia gemellata (en). La feuille a pour parasites Eupithecia gypsophilata, Casilda consecraria, Microloxia herbaria.